# Amazing Stories Quarterly
Amazing Stories Quarterly – amerykańskie czasopismo pulpowe o tematyce fantastycznonaukowej. Istniało w latach 1928–1934. Zostało założone przez Hugo Gernsbacka jako dodatek do magazynu Amazing Stories, pierwszego magazynu o tematyce science fiction, założonego przez niego w 1926. Amazing Stories odniósł wystarczający sukces, aby Gernsback był w stanie wydać jeden numer Amazing Stories Annual w 1927. Dzięki wysokiej sprzedaży zmienił tytuł magazynu na Amazing Stories Quartely i zaczął wydawać go co kwartał. Pierwszy numer magazynu ukazał się zimą 1928 i zawierał przedrukowaną wersję utworu z 1899  autorstwa H.G. Wellsa Kiedy śpiący budzi się.